# Attentat de Capaci
L'attentat de Capaci (italien : Strage di Capaci) est un attentat terroriste de la mafia sicilienne qui a eu lieu le 23 mai 1992 à 17 h 58 sur l’autoroute A29, près de la jonction de Capaci, en Sicile, provoquant la mort du magistrat Giovanni Falcone, de son épouse Francesca Morvillo et de trois agents d'escorte de la police, Vito Schifani, Rocco Dicillo et Antonio Montinaro. Les agents Paolo Capuzza, Angelo Corbo, Gaspare Bravo et le juge Joseph Giuseppe Costanza ont survécu. 
Salvatore Cancemi, devenu ensuite pentito, décrit l'attentat à la bombe de Capaci comme une victoire célébrée par la mafia : Salvatore Riina a fêté l’événement au champagne. Santino Di Matteo, qui est également devenu pentito, a révélé tous les détails de l'assassinat, tel le tunnel sous l'autoroute, mais aussi qui a rempli les 13 bidons de TNT et  Semtex, qui les a mis en place sur une planche à roulettes et qui a appuyé sur le bouton du détonateur.

## Motifs et préparation
L'assassinat du juge Giovanni Falcone est décidé lors de réunions de la Cupola, la Commission de la Mafia sicilienne, entre septembre et décembre 1991 et orchestré par son chef Salvatore Riina. Lors de ces réunions, diverses cibles sont choisies. À la suite de l'arrêt de la Cour suprême de cassation confirmant le déroulement du Maxi-Procès de Palerme du 30 janvier 1992 , la mafia sicilienne décide de s'attaquer aux personnalités politiques et judiciaires italiennes. 
Entre avril et mai 1992, Salvatore Biondino, Raffaele Ganci et Salvatore Cancemi effectuent des repérages sur l'autoroute A29 dans la zone de Capaci afin de trouver un lieu propice à l'attaque,. Au cours de la même période se déroulent des réunions préparatoires près d'Altofonte. Les personnes impliquées sont Giovanni Brusca, Antonino Gioè, Gioacchino La Barbera, Pietro Rampulla, Santino Di Matteo et Leoluca Bagarella. Environ 200 kg d'explosifs sont achetés par Giuseppe Agrigento, un malfrat de San Cipirello. L'explosif est déposé au domicile d'Antonino Troia, membre de la famille Capaci. Une réunion se déroule également chez lui, en présence de Raffaele Ganci, Salvatore Cancemi, Giovan Battista Ferrante, Giovanni Battaglia, Salvatore Biondino et Salvatore Biondo. Enfin, le restant des explosifs (TNT et RDX) y est transféré, par Biondino et Giuseppe Graviano, chef de la famille Brancaccio.  
Selon Maurizio Avola, un informateur de la mafia emprisonné, John Gotti, patron de la puissante famille Gambino de la mafia new-yorkaise, aurait dépêché un expert en explosif afin de former les meurtriers du clan des Corleonesi,.
Brusca, La Barbera, Di Matteo, Ferrante, Troia, Biondino et Rampulla testent à plusieurs reprises le fonctionnement des appareillages fournis par Rampulla pour l'attentat, en particulier le détonateur et coupé les branches qui empêchaient la vue sur l'autoroute.

## Attentat

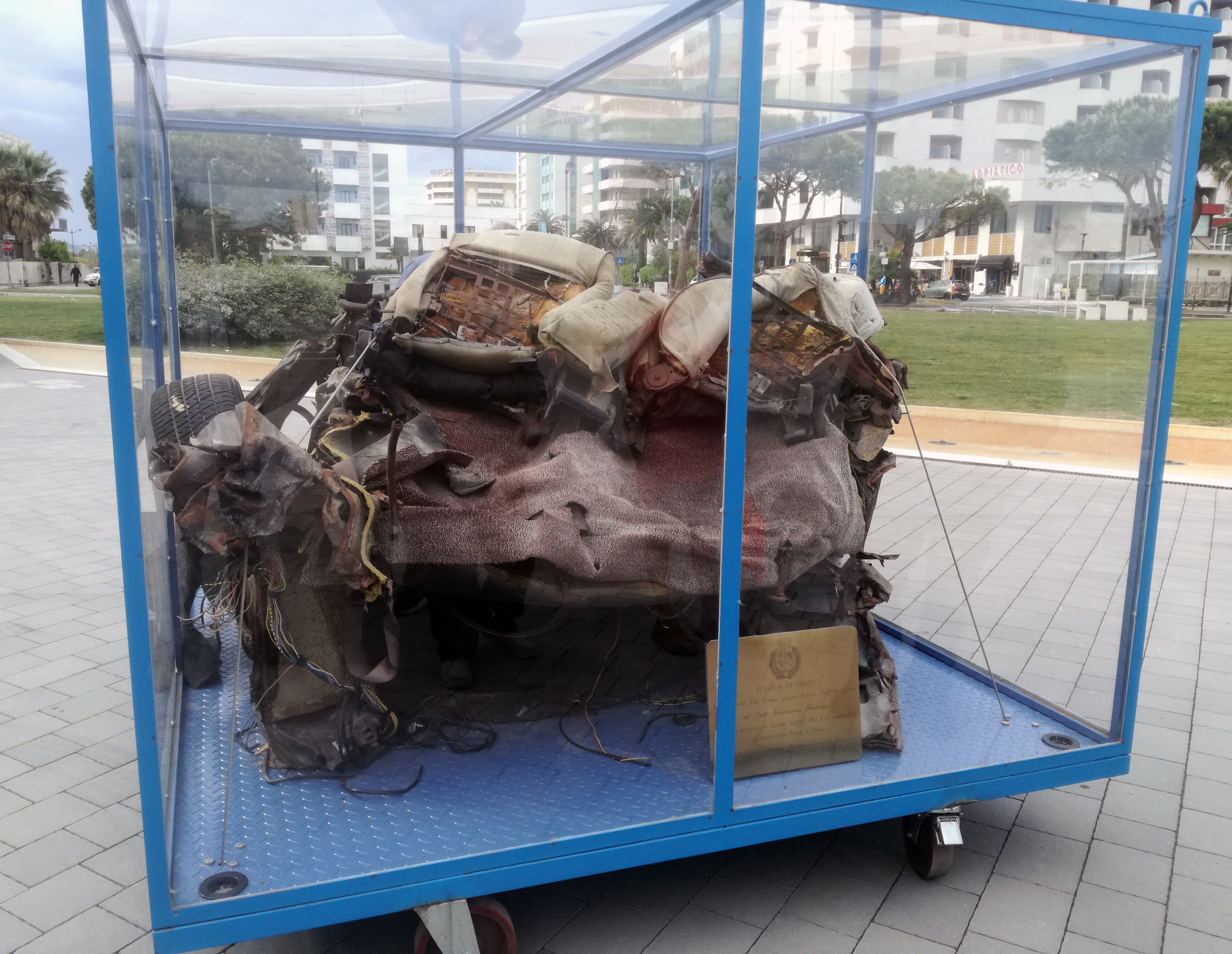
Restes du véhicule d'escorte touché par l'explosion.

Dans la soirée du 8 mai, Brusca, Barbera, Gioè, Troia et Rampulla installent les 13 fûts remplis d'environ 400 kg d’explosifs sur une planche à roulettes et la placent  dans le tunnel de drainage sous l’autoroute. À la mi-mai, Raffaele Ganci, ses fils Domenico et Calogero et son neveu Antonino Galliano sont chargés de surveiller les mouvements de la Fiat Croma qui transporte Falcone et son entourage lors de son retour de Rome vers Palerme.  
Le 23 mai, Domenico Ganci est informé par Ferrante et La Barbera que la Fiat Croma est partie chercher Falcone à l'aéroport. Ferrante et Biondo, qui sont stationnés près de l'aéroport de Palerme, avertissent La Barbera de l'arrivée imminente de la voiture du juge Falcone et de son escorte. La Barbera suit le trajet de Falcone sur une route parallèle à l'autoroute A29, restant en contact téléphonique pendant trois à quatre minutes avec Gioè, stationné avec Brusca sur les collines au-dessus de Capaci, à proximité de l'endroit de l'autoroute piégé. À la vue du convoi de voitures, une fois celles-ci arrivées à l'endroit propice, Brusca active la télécommande et provoque l'explosion. La première voiture est touchée en plein centre et est projetée dans un jardin d'oliviers à quelques dizaines de mètres, tuant sur le coup les agents Antonio Montinaro, Vito Schifani et Rocco Dicillo. La deuxième voiture, transportant le juge Falcone et son épouse, s'écrase contre un mur en béton et les débris, éjectant fatalement à travers le pare-brise Falcone et son épouse, qui ne portaient pas de ceinture de sécurité.

## Après l'attentat
Des milliers de personnes se rassemblent à l'église San Domenico pour assister aux funérailles qui ont été retransmises en direct à la télévision nationale. Tous les programmes de télévision sont suspendus. Le Parlement décrète un jour de deuil national. Le collègue de Falcone, Paolo Borsellino, sera tué 57 jours plus tard, avec cinq officiers de police : Agostino Catalano, Walter Cosina, Emanuela Loi, Vincenzo Li Muli et Claudio Traina, dans l'attentat à la bombe de la via D'Amelio.

## Enquête judiciaire
En 1993, la Direzione Investigativa Antimafia (it) réussit à localiser et à intercepter Antonino Gioè, Santino Di Matteo et Gioacchino La Barbera, repérés à la suite des mises sous écoute des appels téléphoniques où ils font référence à l'attentat à la bombe de Capaci. Après cette arrestation, Gioè se suicide dans sa cellule, tandis que Santino Di Matteo et La Barbera décident de coopérer avec le gouvernement et révèlent les noms des auteurs du massacre. Giovanni Brusca, Leoluca Bagarella, Giuseppe Graviano et Matteo Messina Denaro enlèvent alors le fils de Di Matteo, Giuseppe, qui est étranglé et dissout dans l’acide après 779 jours de séquestration. Malgré tout, Di Matteo continue de coopérer avec la justice.

## Procès et sentences
Santino Di Matteo, Gioacchino La Barbera, Giovanni Brusca, Salvatore Cancemi, Giovan Battista Ferrante, Antonino Galliano et Calogero Ganci sont condamnés à la prison à vie. En avril 2000, la cour d'appel de Caltanissetta confirme toutes les condamnations et certains acquittements, et condamne également à la réclusion à perpétuité Salvatore Buscemi, Francesco Madonia, Nino Giuffrè, Mariano Agate et Giuseppe Farinella. 
En mai 2002, la Cour de cassation annule les sentences de culpabilité prononcées devant la Cour d'appel de Catane pour Pietro Aglieri, Salvatore Buscemi, Giuseppe Calò, Giuseppe et Salvatore Montalto, Matteo Motisi et Benedetto Spera. En juillet 2003, une partie des dossiers de l’attentat à la bombe de Capaci et de l'attentat de via d’Amelio est réunie pour faire l'objet d'un seul procès. En avril 2006, la cour d’appel de Catane condamne douze personnes : Giuseppe Montalto, Salvatore Montalto, Giuseppe Farinella, Salvatore Buscemi, Benedetto Spera, Giuseppe Madonia, Carlo Greco, Stefano Ganci, Nino Giuffrè, Pietro Aglieri, Benedetto Santapaola et Mariano Agata ; Giuseppe Lucchese est acquitté.